# قلعه گوسرخ
قلعه گوسرخ مربوط به دوران‌های تاریخی پس از اسلام است و در شهرستان کهگیلویه، روستای مونه واقع شده و این اثر در تاریخ ۲۴ فروردین ۱۳۸۲ با شمارهٔ ثبت ۸۳۰۶ به‌عنوان یکی از آثار ملی ایران به ثبت رسیده است.